# Летеркени
Летеркени (енгл. Letterkenny, ир. Leitir Ceanainn) је значајан град у Републици Ирској, у северном делу државе. Град је у саставу округа округа Донегол и представља највећи град, али не и седиште округа (то је Лифорд).

## Природни услови
Град Летеркени се налази у северном делу ирског острва и Републике Ирске и припада покрајини Алстер. Град је удаљен 240 километара северозападно од Даблина. 
Летеркени је смештен у равничарском подручју северне Ирске, у долини реке Суили. Надморска висина средишњег дела града је 8-50 метара.
Клима: Клима у Летеркенију је умерено континентална са изразитим утицајем Атлантика и Голфске струје. Стога град одликује блага и веома променљива клима.

## Историја
Подручје Летеркенија било је насељено већ у време праисторије. Дато подручје је освојено од стране енглеских Нормана у крајем 12. века.
Летеркени се као значајно насеље јавља у 17. веку. Град је у том раздобљу био познат као трговиште стоком. Прави суноврат привреде града десио се средином 19. века у време ирске глади.
Летеркени је од 1921. г. у саставу Републике Ирске. Опоравак града започео је тек последњих деценија, када је Летеркени поново забележио нагли развој и раст.

## Становништво
Према последњим проценама из 2011. г. Летеркени је имао око 15 хиљада становника у граду и око 18 хиљада у широј градској зони. Последњих година број становника у граду се повећава.

## Привреда
Летеркени је био традиционално средиште трговања стоком, а овај обичај постојао све до најновијег времена. Последњих деценија градска привреда се махом заснива на пословању, трговини, услугама и развоју хај-тек индустрије.

## Збирка слика
- Саборна црква св. Јунана
- Главни трг у Летеркенију
- Колеџ св. Јунана
- Градска читаоница